# Rudolf Friedl
Rudolf Friedl (* 26. März 1921 in Wien; † 14. August 2007) war ein österreichischer Bildhauer.

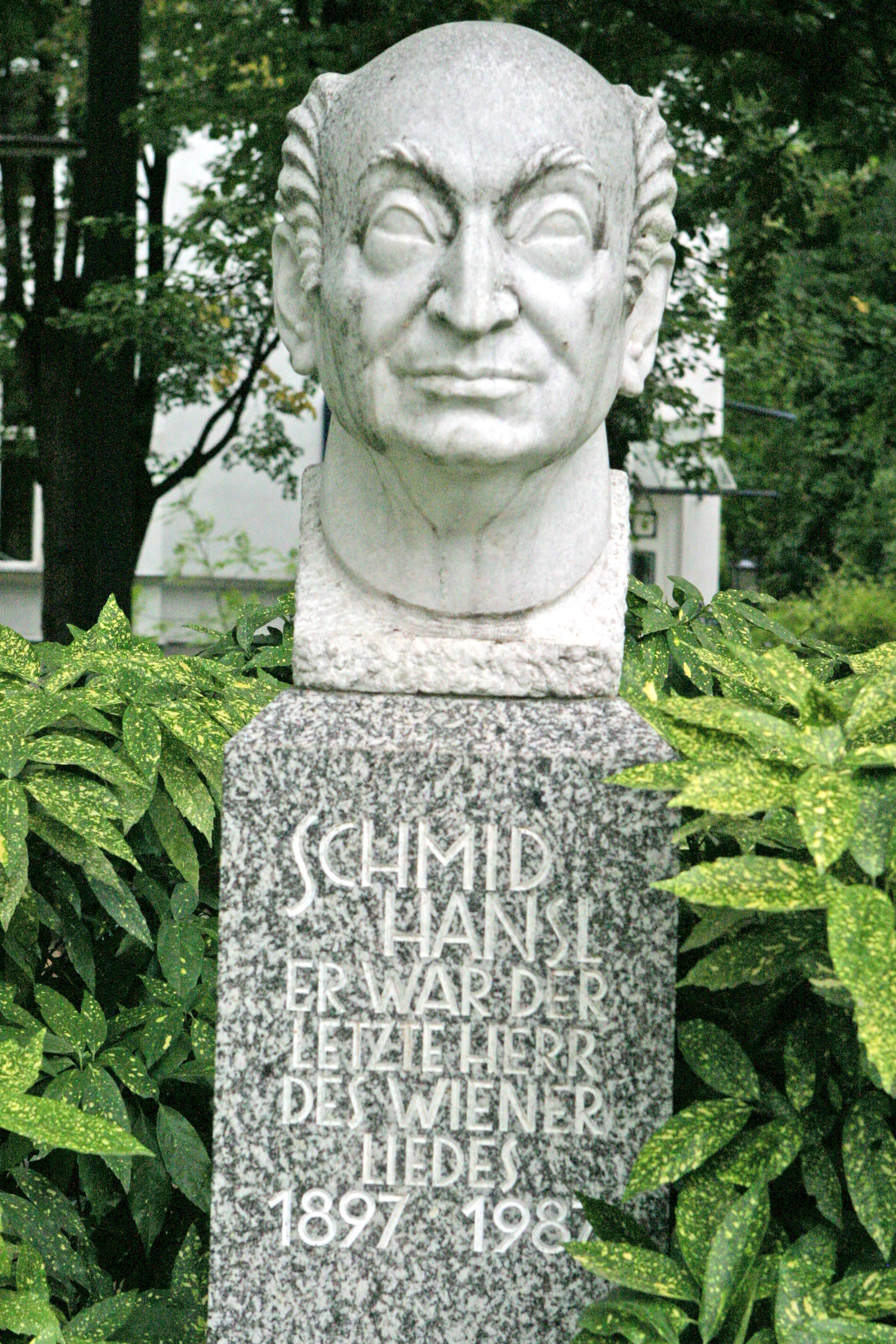
Denkmal für Hansl Schmid im Türkenschanzpark

## Leben
Rudolf Friedl studierte an der Wiener Akademie der bildenden Künste bei Josef Müllner und Lois Welzenbacher. Seit 1960 war er Mitglied des Wiener Künstlerhauses. Friedl arbeitete als freier Bildhauer und war auch als Denkmalpfleger und Restaurator tätig. Seine Hauptwerke sind Porträtbüsten und Bauplastik.

## Werke (Auszug)
- Porträtbüste des österreichischen Bundespräsidenten Franz Jonas, 1954[1]
- Loiblbrunnen in der Loiblstraße im 16. Wiener Gemeindebezirk, 1965
- Porträtbüste am Denkmal für den Komponisten Robert Stolz im Wiener Stadtpark, 1980[2]
- Porträtbüste am Grabmal für Hansl Schmid auf dem Ottakringer Friedhof, 1987
- Porträtbüste am Denkmal für Hansl Schmid im Türkenschanzpark, 1989
- Porträtbüste am Ehrengrabmal für  den Wiener Bürgermeister Bruno Marek auf dem Wiener Zentralfriedhof, 1991[3]